# Награда „Стеван Сремац” за новинску причу
Награда „Стеван Сремац” за новинску причу додељивана је од 1986. до 2000. за необјављену причу на анонимном конкурсу Народних новина у Нишу.
Награду у част књижевника Стевана Сремца установио је Књижевни фонд „Стеван Сремац”, 4. јула 1985. Уручење награде приређивано је 11. новембра, на дан рођења Стевана Сремца.
Награда се састојала од Повеље Књижевног фонда „Стеван Сремац”, Плакете „Златни слог” (од 1993), новчаног износа и објављивања у Народним новинама.

## Добитници
| Година | Добитник              | Дело                         | Жири                                                       | Реф.  |
| ------ | --------------------- | ---------------------------- | ---------------------------------------------------------- | ----- |
| 1986.  | Љубиша Јовановић      | „Вампири”                    | Мирољуб Стојановић, Миливоје Марковић и Петар Милосављевић | [ 1 ] |
| 1987.  | Радосав Стојановић    | „Сат у Хвостанској греди”    | Бошко Петровић, Љубиша Јеремић и Благоје Глозић            | [ 1 ] |
| 1988.  | Аноним                | „За дан несвакидашњи”        | Мирослав Егерић, Мухарем Первић и Миодраг Петровић         | [ 1 ] |
| 1989.  | Милан Р. Симић        | „Беле године – слушкиње”     | Саша Хаџи Танчић, Марко Недић и Јанош Бањат                | [ 1 ] |
| 1990.  | Небојша Малезановић   | „Позлатар Васа”              | Димитрије Тасић, Драшко Ређеп и др Миљко Јовановић         | [ 1 ] |
| 1991.  | Радосав Стојановић    | „Кућа у Хвосну”              | Срба Игњатовић, Војислав Деспотов и Симеон Маринковић      | [ 1 ] |
| 1992.  | Радосав Стојановић    | „Гробље на брду”             | Радивоје Микић, Лука Хајдуковић и Видосав Петровић         | [ 1 ] |
| 1993.  | Сузана Митић          | „Ствар с мирисима прошлости” | Иван Негришорац, Александар Јерков и Саша Хаџи Танчић      | [ 1 ] |
| 1994.  | Жељко Марковић        | „Ноћ у јазбини”              | Чедомир Мирковић, Сава Дамјанов и Димитрије Миленковић     | [ 1 ] |
| 1995.  | Драган Тодоровић      | „Топаз”                      | Добривоје Јевтић, Ђорђе Писарев и Мирољуб Јоковић          | [ 1 ] |
| 1996.  | Милан Продановић      | „Телефонска прича”           |                                                            | [ 1 ] |
| 1997.  | Богислав Марковић     | „Огледало”                   |                                                            | [ 1 ] |
| 1998.  | Бранислав Станојевић  | „Зваћу ја тебе, Дуда”        |                                                            | [ 1 ] |
| 1999.  | Милан Мицић           | „Млетачка маска”             |                                                            | [ 1 ] |
| 2000.  | награда није додељена | награда није додељена        | награда није додељена                                      | [ 1 ] |